# Bricquebec-en-Cotentin
Bricquebec-en-Cotentin est une commune française située dans le département de la Manche en région Normandie. Elle est créée le 1er janvier 2016 par la fusion de six communes, sous le régime juridique des communes nouvelles. Les communes de Bricquebec, Les Perques, Quettetot, Saint-Martin-le-Hébert, Le Valdécie et Le Vrétot deviennent des communes déléguées.
Elle est peuplée de 5 888 habitants.

## Géographie

### Hydrographie
La commune est située dans le bassin Seine-Normandie. Elle est drainée par la Douve, la Scye, l'Aizy, le ruisseau de Venourie, le ruisseau du Pont Durand, le Coisel, le cours d'eau 01 de Belles Fontaines, le cours d'eau 01 de la Croix Pinchon, le cours d'eau 01 de la Grande Rue, le cours d'eau 01 de la Poupardière, le cours d'eau 01 de l'Hôtel Hérouf, le cours d'eau 01 de Val Fontaine, le cours d'eau 01 des Ventes, le cours d'eau 01 des Vieilles Ventes, le cours d'eau 01 du Don, le cours d'eau 01 du Hameau Begins, le cours d'eau 01 du Hameau des Vergées, le cours d'eau 01 du Village Sainte-Anne, le cours d'eau 02 de Caillouet, le cours d'eau 02 de la Gioterie, le cours d'eau 02 du Hameau des Vergées, le cours d'eau 03 du Hammeau des Vergées, le cours d'eau 03 du Pommeret, le cours d'eau 05 du Pommeret, le fossé 01 de la Heudonnerie, le fossé 02 des Belles Fontaines, le fossé 03 des Belles Fontaines, le fossé 04 du Pommeret, le Pommeret, le Raule, le ruisseau Beautrain, le ruisseau Caillouet, le ruisseau du Pont-aux-Anes, le ruisseau du Renon, le ruisseau du Vaulot, la Scye et divers autres petits cours d'eau,.
La Douve, d'une longueur de 79 km, prend sa source dans la commune de Tollevast et se jette  dans la baie de Seine à Carentan-les-Marais, après avoir traversé 28 communes. 
La Scye, d'une longueur de 27 km, prend sa source dans la commune de Pierreville et se jette  dans la Douve en limite de Néhou et de la commune, après avoir traversé huit communes. 

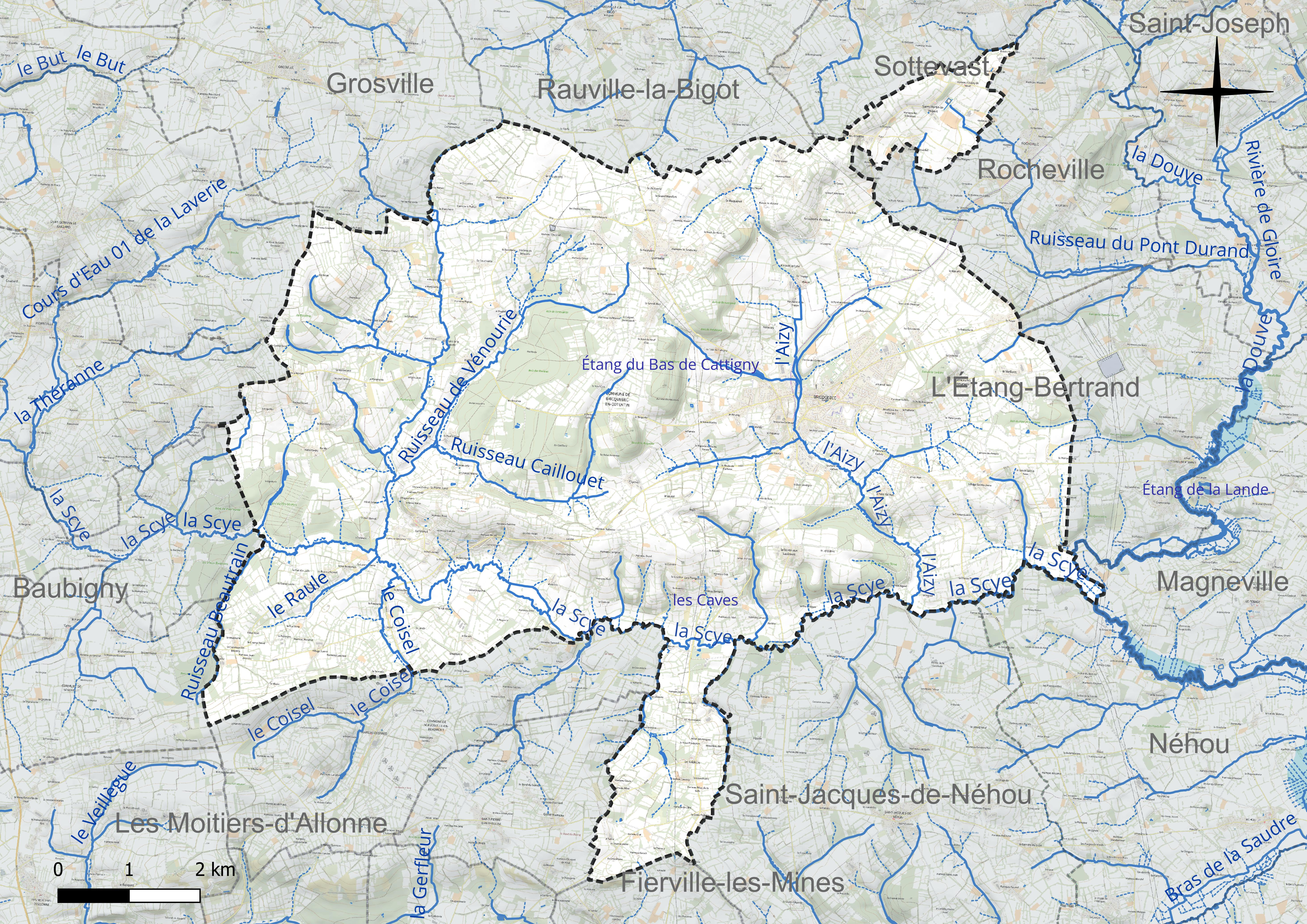
Réseau hydrographique de Bricquebec-en-Cotentin.

Deux plans d'eau complètent le réseau hydrographique : les Caves (0,1 ha) et l'étang du Bas de Cattigny (1 ha),.

### Climat
Le climat qui caractérise la commune est qualifié, en 2010, de « climat océanique franc », selon la typologie des climats de la France qui compte alors huit grands types de climats en métropole. En 2020, la commune ressort du type « climat océanique » dans la classification établie par Météo-France, qui ne compte désormais, en première approche, que cinq grands types de climats en métropole. Ce type de climat se traduit par des températures douces et une pluviométrie relativement abondante (en liaison avec les perturbations venant de l'Atlantique), répartie tout au long de l'année avec un léger maximum d'octobre à février.
Les paramètres climatiques qui ont permis d’établir la typologie de 2010 comportent six variables pour les températures et huit pour les précipitations, dont les valeurs correspondent à la normale 1971-2000. Les sept principales variables caractérisant la commune sont présentées dans l'encadré ci-après.
| Paramètres climatiques communaux sur la période 1971-2000 - Moyenne annuelle de température : 10,9 °C - Nombre de jours avec une température inférieure à −5 °C : 1,3 j - Nombre de jours avec une température supérieure à 30 °C : 0,4 j - Amplitude thermique annuelle : 11,2 °C - Cumuls annuels de précipitation : 1 007 mm - Nombre de jours de précipitation en janvier : 14 j - Nombre de jours de précipitation en juillet : 8,2 j |

Avec le changement climatique, ces variables ont évolué. Une étude réalisée en 2014 par la Direction générale de l'Énergie et du Climat complétée par des études régionales prévoit en effet que la  température moyenne devrait croître et la pluviométrie moyenne baisser, avec toutefois de fortes variations régionales. La station météorologique de Météo-France installée sur la commune et mise en service en 1969 permet de connaître en continu l'évolution des indicateurs météorologiques. Le tableau détaillé pour la période 1981-2010 est présenté ci-après.
| Mois                                  | jan.             | fév.             | mars            | avril         | mai           | juin          | jui.           | août          | sep.            | oct.            | nov.          | déc.            | année      |
| ------------------------------------- | ---------------- | ---------------- | --------------- | ------------- | ------------- | ------------- | -------------- | ------------- | --------------- | --------------- | ------------- | --------------- | ---------- |
| Température minimale moyenne (°C)     | 3,2              | 2,7              | 4,3             | 5,2           | 8,2           | 10,7          | 12,7           | 12,6          | 10,7            | 8,4             | 5,5           | 3,9             | 7,4        |
| Température moyenne (°C)              | 5,8              | 5,6              | 7,6             | 9,1           | 12,4          | 15            | 17             | 17,2          | 15              | 12              | 8,6           | 6,6             | 11         |
| Température maximale moyenne (°C)     | 8,4              | 8,5              | 11              | 13            | 16,6          | 19,4          | 21,4           | 21,8          | 19,3            | 15,5            | 11,7          | 9,3             | 14,7       |
| Record de froid (°C) date du record   | −13,5 17.01.1985 | −12,5 08.02.1991 | −4,2 20.03.1985 | −3,4 19.04.21 | −1,9 01.05.21 | 3 04.06.01    | 5,7 16.07.1977 | 5 19.08.1991  | 2,2 21.09.1986  | −2,5 30.10.1997 | −6 22.11.1998 | −11 27.12.1970  | −13,5 1985 |
| Record de chaleur (°C) date du record | 15,5 09.01.1998  | 20,5 27.02.19    | 24,2 30.03.21   | 25,5 11.04.20 | 29 27.05.05   | 33,6 29.06.19 | 33,7 25.07.19  | 35 02.08.1990 | 30,5 02.09.1984 | 25 13.10.01     | 19,5 06.11.03 | 15,2 02.12.1985 | 35 1990    |
| Précipitations (mm)                   | 141,4            | 98,4             | 94,2            | 73,7          | 66,1          | 63,4          | 63             | 69,7          | 91,1            | 142             | 147,6         | 157,3           | 1 207,9    |

## Urbanisme

### Typologie
Au 1er janvier 2024, Bricquebec-en-Cotentin est catégorisée bourg rural, selon la nouvelle grille communale de densité à sept niveaux définie par l'Insee en 2022.
Elle appartient à l'unité urbaine de Bricquebec-en-Cotentin, une unité urbaine monocommunale constituant une ville isolée,. Par ailleurs la commune fait partie de l'aire d'attraction de Cherbourg-en-Cotentin, dont elle est une commune de la couronne,. Cette aire, qui regroupe 77 communes, est catégorisée dans les aires de 50 000 à moins de 200 000 habitants,.

## Toponymie
Le nom reprend celui de la plus grande commune, Bricquebec, avec le locatif en-Cotentin également choisi par Cherbourg-en-Cotentin.

## Histoire

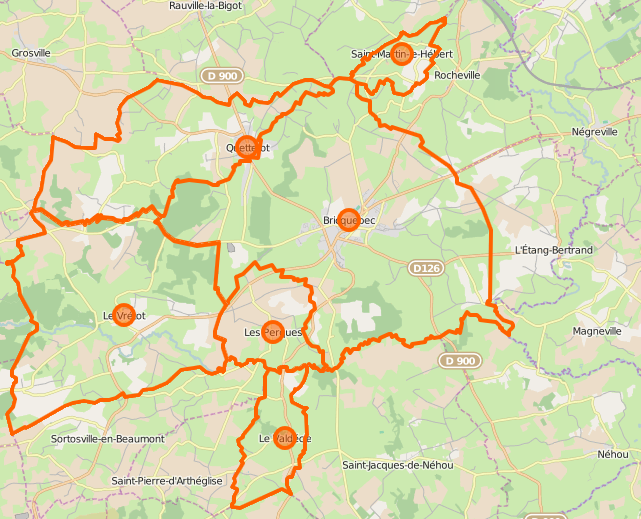
Les communes déléguées.

Les communes se sont rapprochés en 2015 pour se lancer dans la création d'une commune nouvelle permettant de conserver leur niveau de dotation globale de fonctionnement. Le 28 juillet, le conseil municipal de L'Étang-Bertrand décide d'intégrer la réflexion sur le projet de commune nouvelle mais deux mois après, celle-ci se retire.
La commune est créée le 1er janvier 2016 par la fusion de six communes, sous le régime juridique des communes nouvelles instauré par la loi no 2010-1563 du 16 décembre 2010 de réforme des collectivités territoriales.
L'arrêté préfectoral fixant les conditions a été publié le 4 décembre 2015. Les communes de Bricquebec, Les Perques, Quettetot, Saint-Martin-le-Hébert, Le Valdécie et Le Vrétot deviennent des communes déléguées et Bricquebec est le chef-lieu de la commune nouvelle.

## Politique et administration
En attendant les élections municipales de 2020, le conseil municipal élisant le maire est composé des conseillers des anciennes communes.
| Période      | Période  | Identité       | Étiquette | Qualité                                                                          |
| ------------ | -------- | -------------- | --------- | -------------------------------------------------------------------------------- |
| janvier 2016 | mai 2020 | Patrice Pillet | UMP-LR    | Vétérinaire, maire délégué de Bricquebec, conseiller départemental (depuis 2015) |
| mai 2020     | En cours | Denis Lefer    | SE        | Chef d'entreprise à la retraite                                                  |

## Démographie
| Nom                    | Code Insee | Intercommunalité       | Superficie (km2) | Population (dernière pop. légale) | Densité (hab./km2) |
| ---------------------- | ---------- | ---------------------- | ---------------- | --------------------------------- | ------------------ |
| Bricquebec (siège)     | 50082      | CC du Cœur du Cotentin | 32,66            | 4 121 (2021)                      | 126                |
| Les Perques            | 50396      | CC du Cœur du Cotentin | 4,85             | 155 (2021)                        | 32                 |
| Quettetot              | 50418      | CC du Cœur du Cotentin | 12,43            | 731 (2021)                        | 59                 |
| Saint-Martin-le-Hébert | 50520      | CC du Cœur du Cotentin | 2,13             | 155 (2021)                        | 73                 |
| Le Valdécie            | 50614      | CC du Cœur du Cotentin | 4,00             | 142 (2021)                        | 36                 |
| Le Vrétot              | 50646      | CC du Cœur du Cotentin | 20,56            | 563 (2021)                        | 27                 |

L'évolution du nombre d'habitants est connue à travers les recensements de la population effectués dans la commune depuis sa création.
En 2022, la commune comptait 5 888 habitants, en évolution de −0,86 % par rapport à 2016 (Manche : −0,31 %, France hors Mayotte : +2,11 %).
| 2014  | 2015  | 2016  | 2021  | 2022  |
| ----- | ----- | ----- | ----- | ----- |
| 5 996 | 5 970 | 5 939 | 5 867 | 5 888 |

## Culture locale et patrimoine

### Patrimoine religieux
- Abbaye Notre-Dame-de-Grâce (cistercienne) (XIXe siècle).
- Chapelle Sainte-Anne[57].
- Église Notre-Dame de l'Annonciation[58] (1899).
- Vestige de l’église Notre-Dame près du cimetière. Malgré les destructions subies par l'édifice, l'église conserve un décor sculpté de la seconde moitié du XIIe siècle[59].
- Église Saint-Paul des Perques du XVIIIe siècle, abritant un bas-relief (La Résurrection de Lazare) du XVe classé à titre d'objet aux Monuments historiques[60].
- Église Notre-Dame du Valdécie du XVIIIe siècle. Elle abrite une Vierge à l'Enfant du XVe classée à titre d'objet aux Monuments historiques[61].
- Église Notre-Dame de Quettetot qui possède plusieurs objets classés.
- Église Saint-Martin du XIXe siècle. Les vitraux de l'église de Saint-Martin-le-Hébert sont l'œuvre de l'atelier Édouard Didron, offerts par divers paroissiens, datés de 1900, année de l'achèvement de l'église.
- Église Notre-Dame-des-Anges (XIXe siècle) au clocher octogonal, abritant un retable et un groupe sculpté du XVe siècle classés à titre d'objets aux Monuments historiques[62].

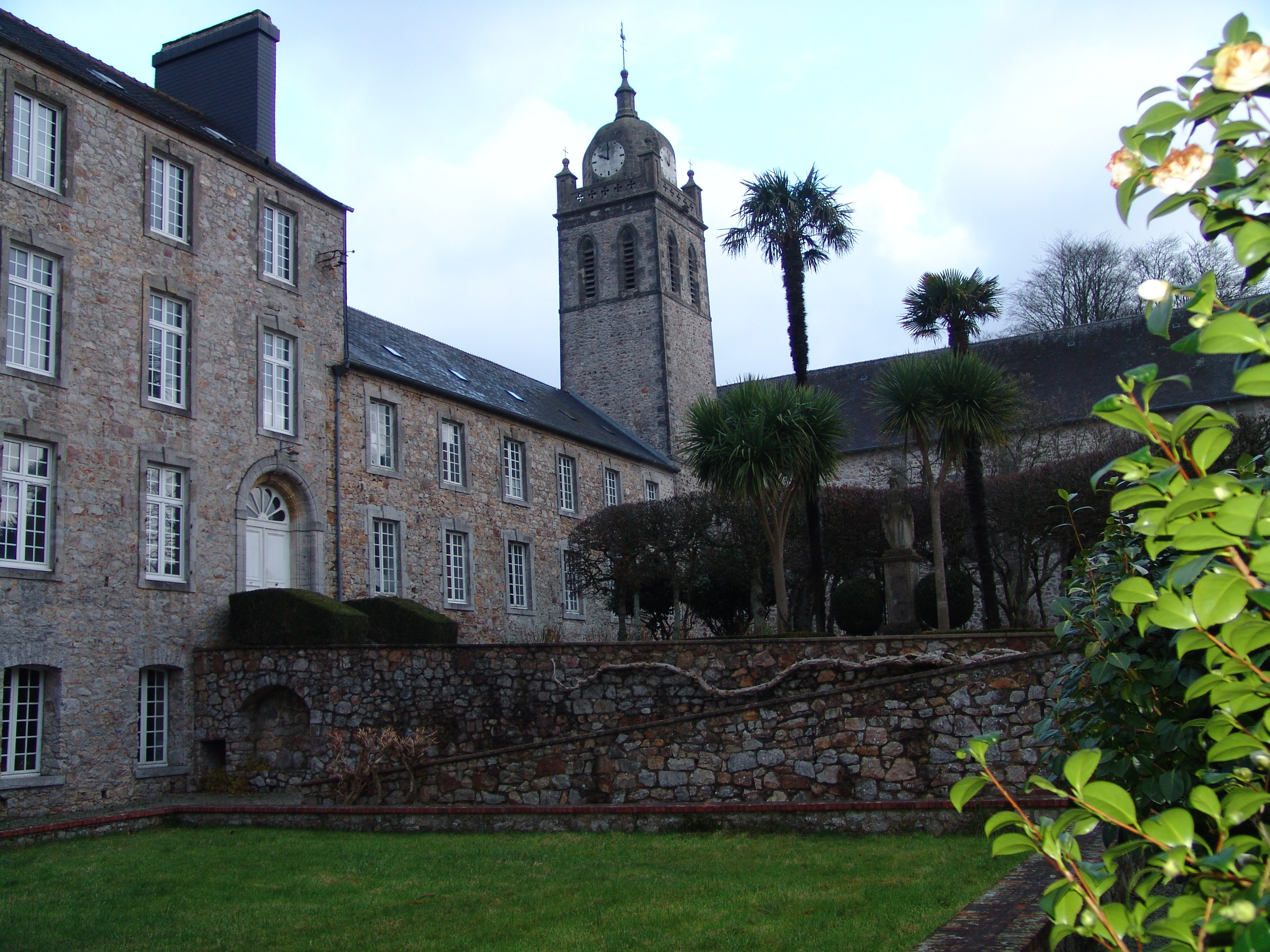
Abbaye Notre-Dame-de-Grâce.
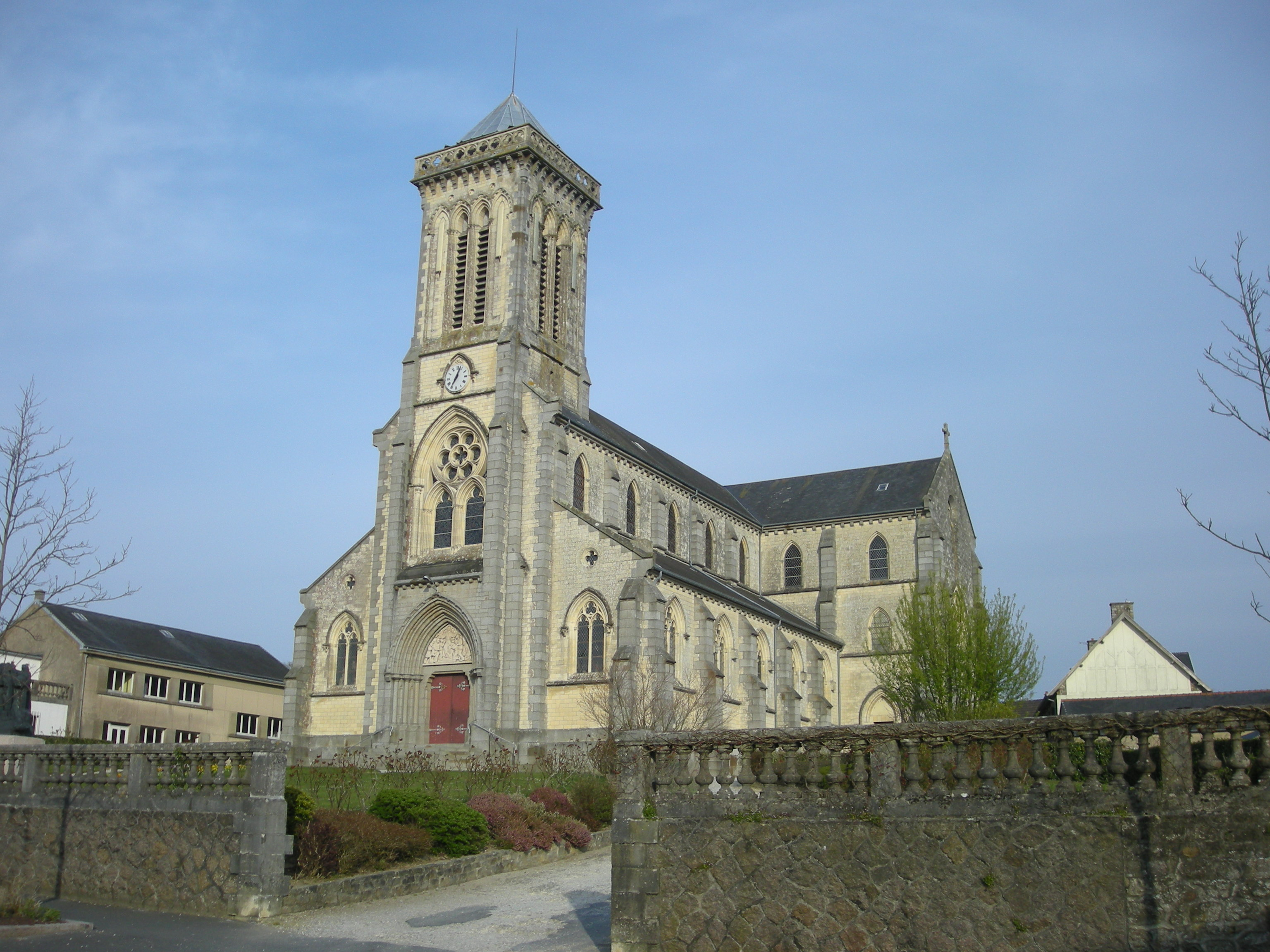
Église Notre-Dame de l'Annonciation.
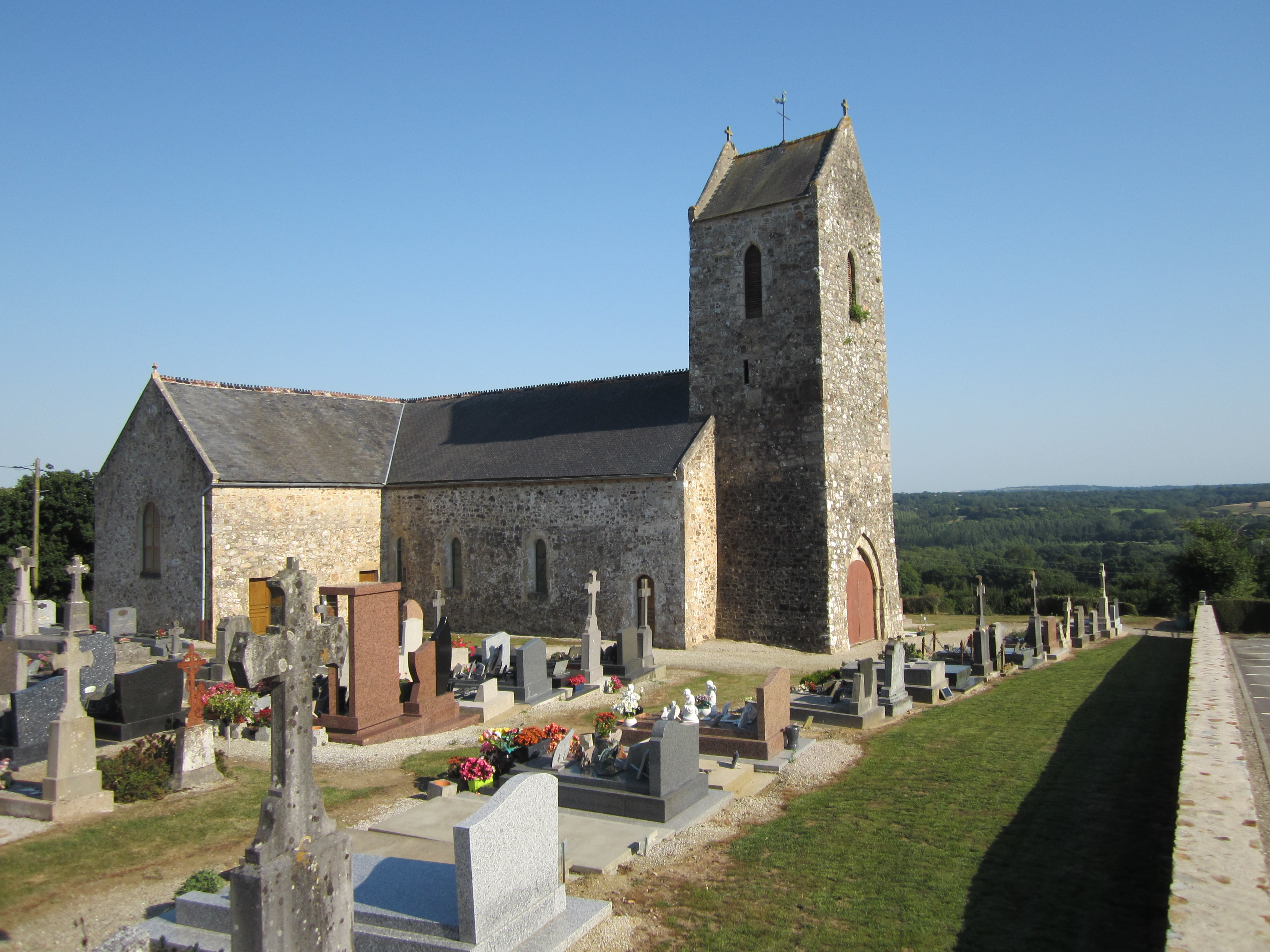
Église Saint-Paul des Perques.
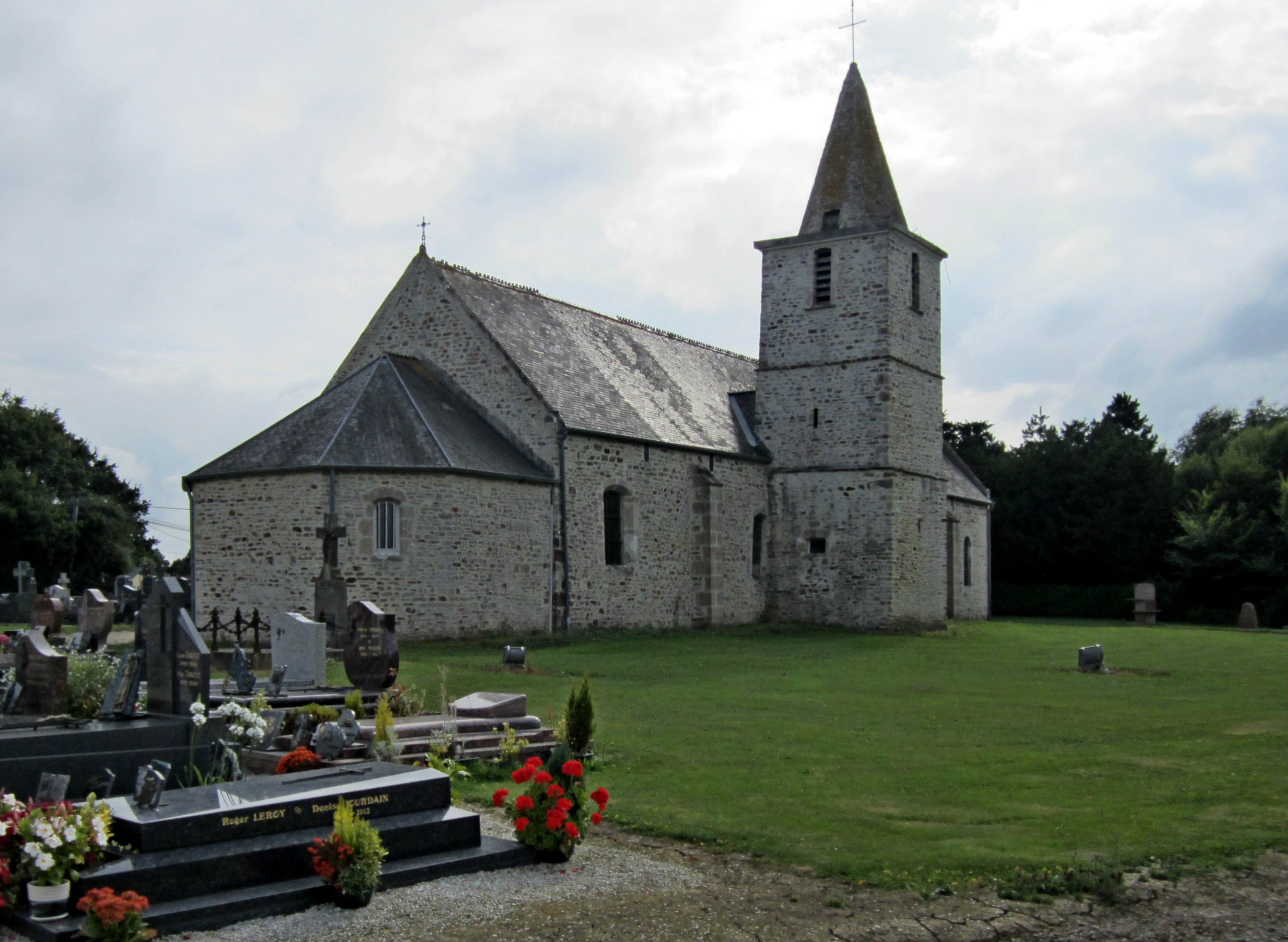
Église Notre-Dame du Valdécie.
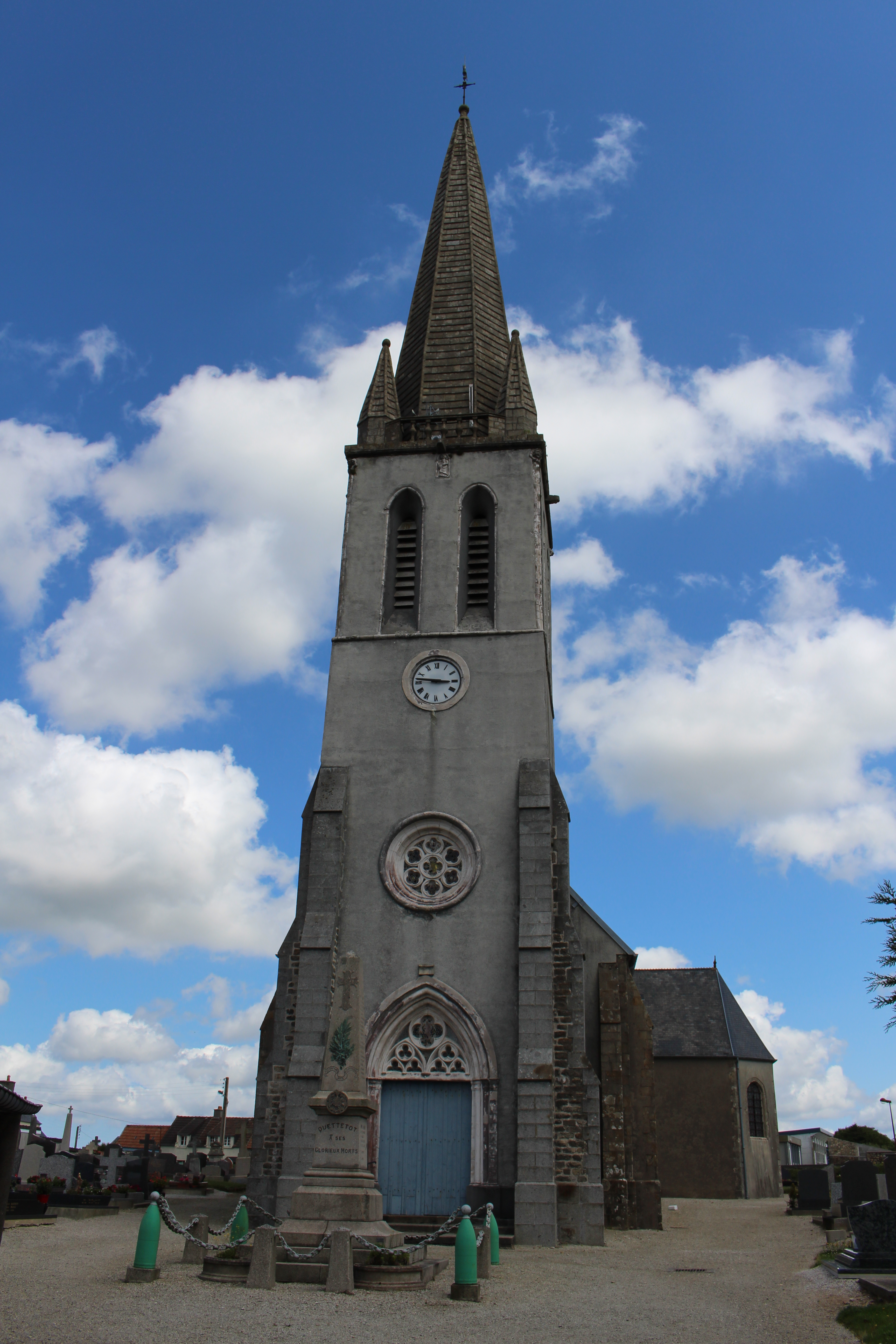
Église Notre-Dame de Quettetot.
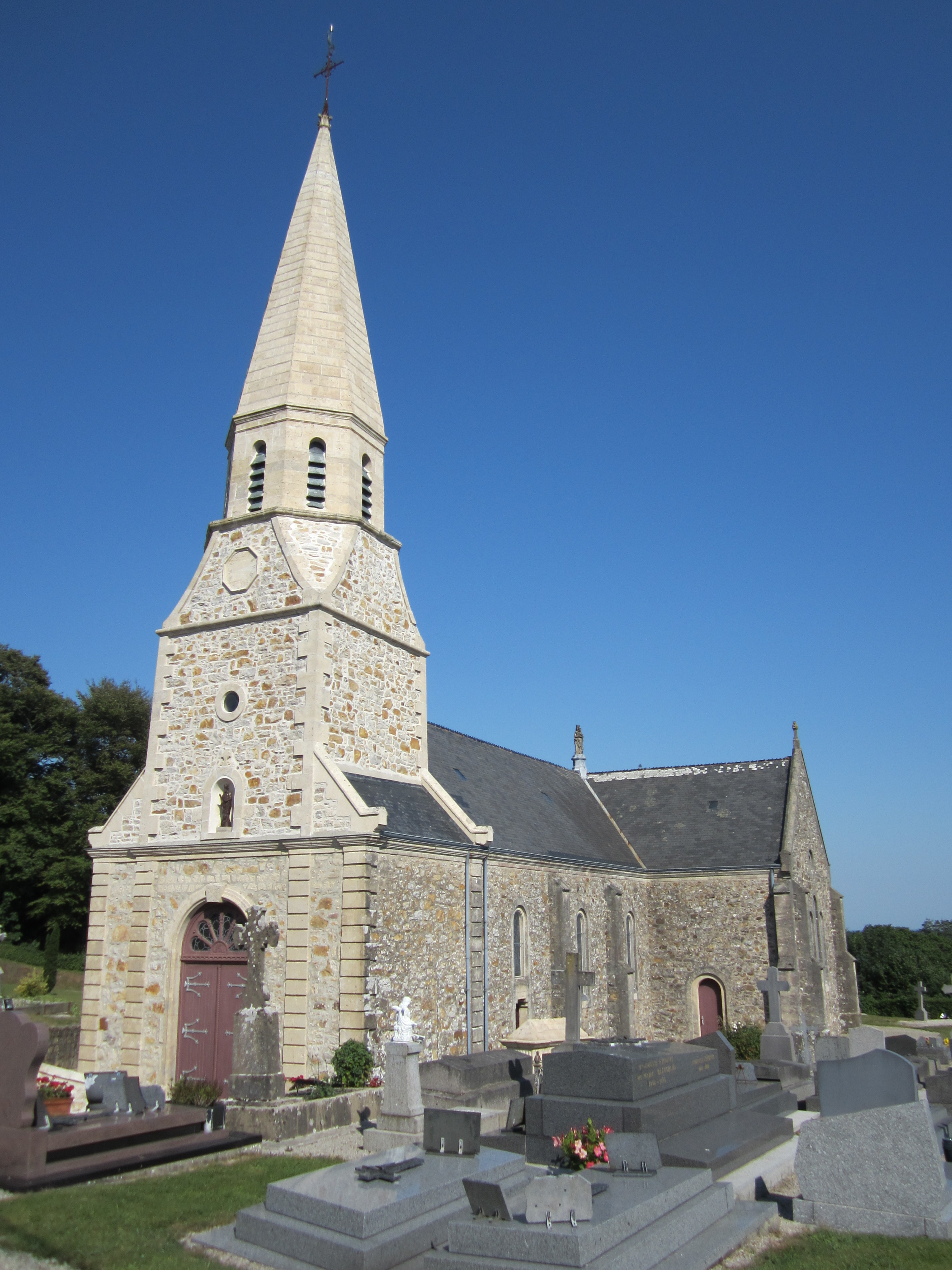
Église de Saint-Martin-le-Hébert.
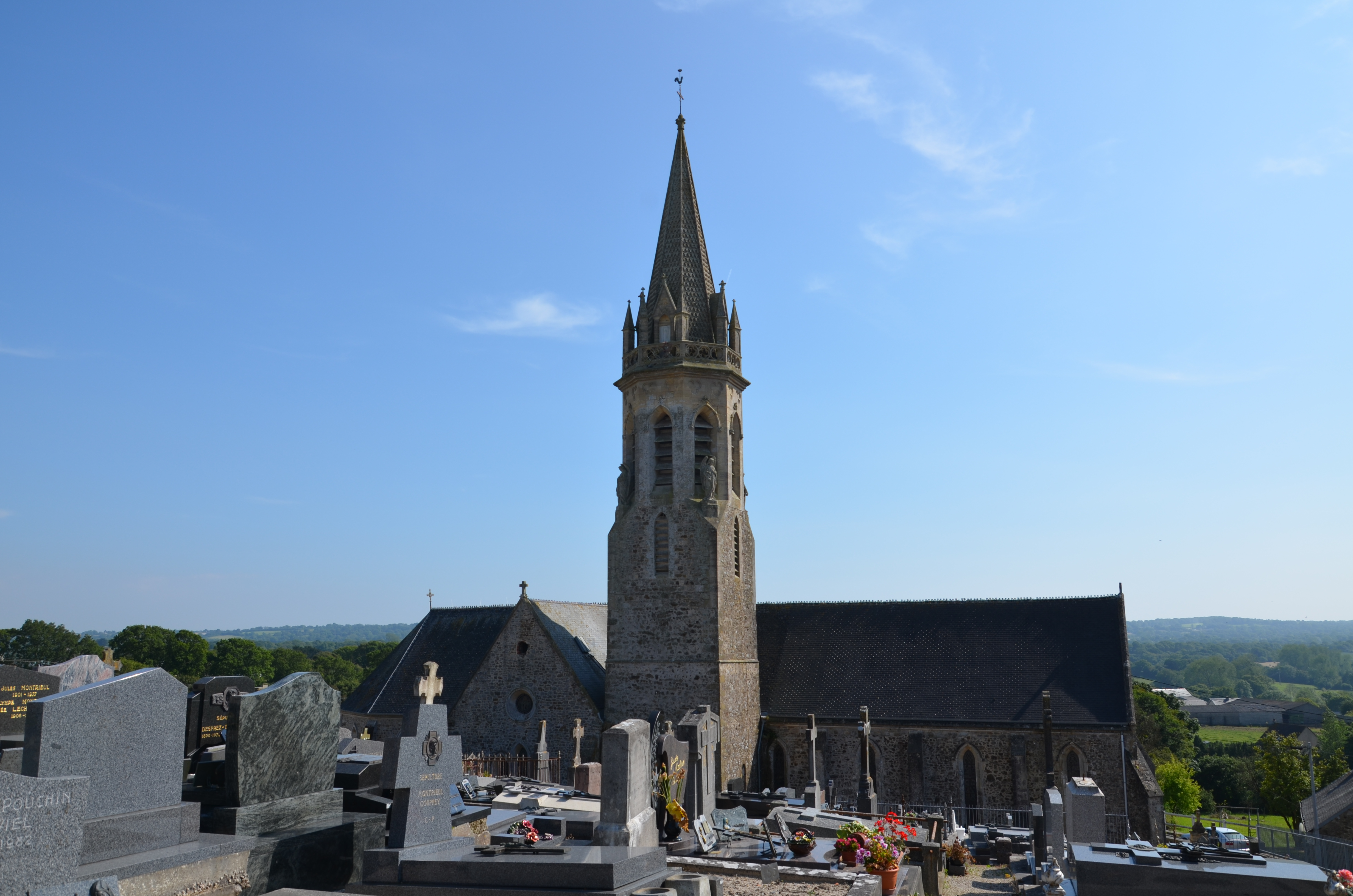
Église Notre-Dame-des-Anges.

### Lieux et monuments
- Château de Bricquebec (XIIe siècle) : c'est l'un des mieux préservés de la région, avec ses remparts, ses tours et son donjon polygonal (classé monument historique). La Tour de l'Horloge abrite un petit musée régional (meubles, médailles, minerais). Dans la cour se dresse une pyramide de la mémoire conçue par Pascal Morabito en 1999. Composée de sable des plages d'Utah Beach, elle intègre 2 000 objets du XXe siècle destinés à être découverts au fil de l'érosion.
- Château des Galleries (XVIe – XVIIe siècles).
- Château Saint-Blaise (XVIIe – XIXe siècles).
- Manoir de la Houlette (XIVe siècle)[63].
- Manoir de la Cour (XVIe siècle), classé Monument historique[64].

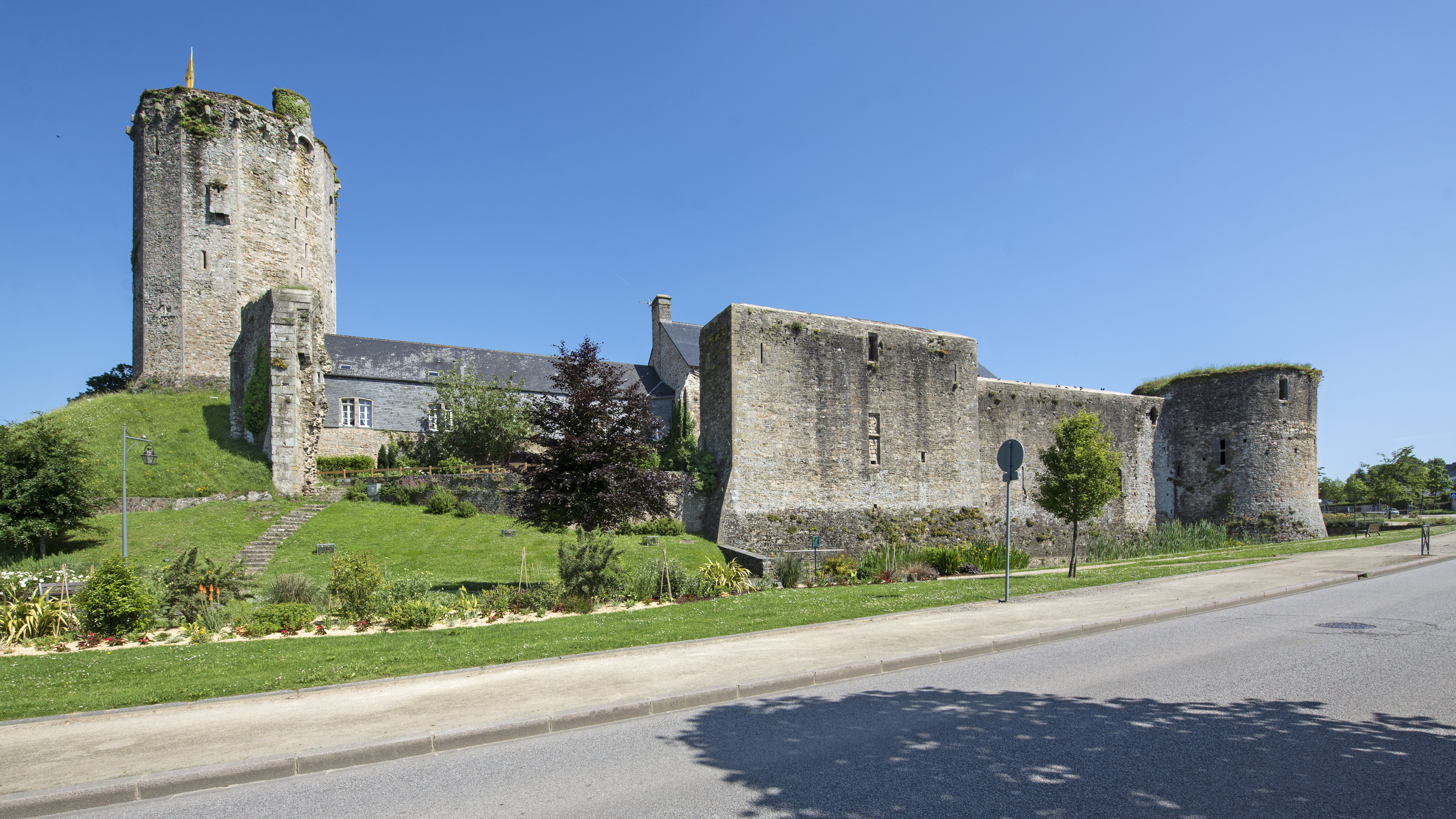
Vestiges du château.
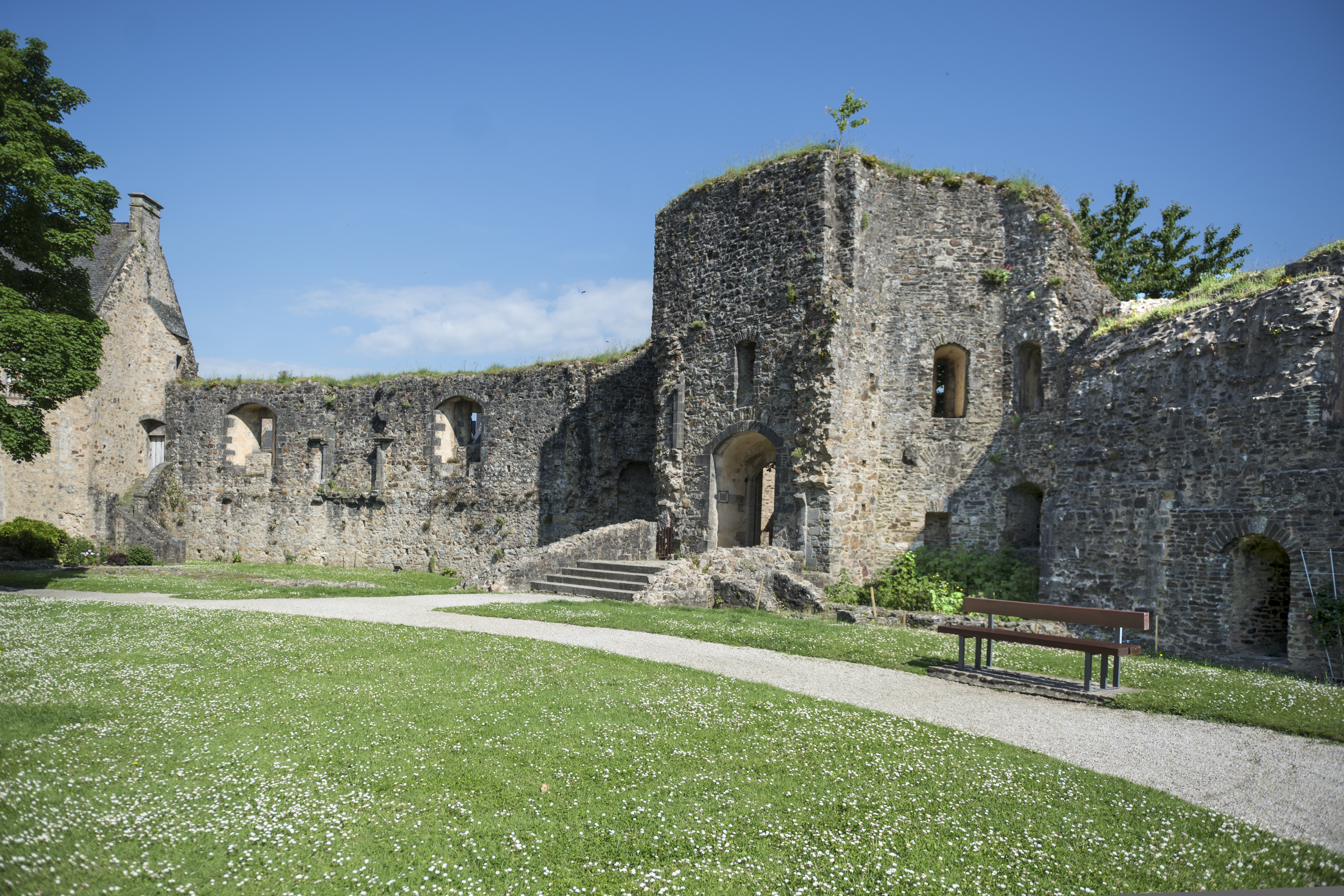
Remparts du château.
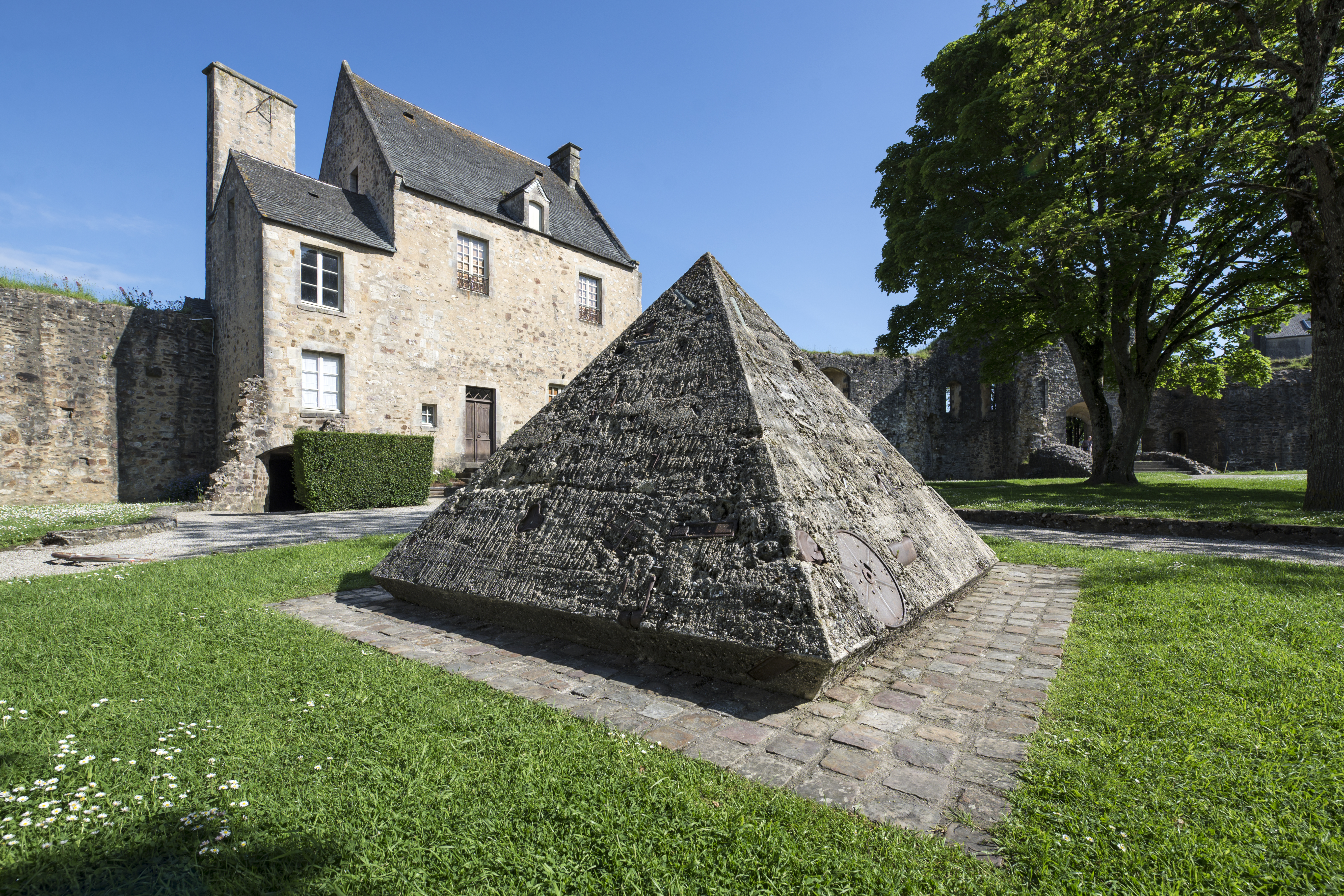
Pyramide de la mémoire dans la cour du château.
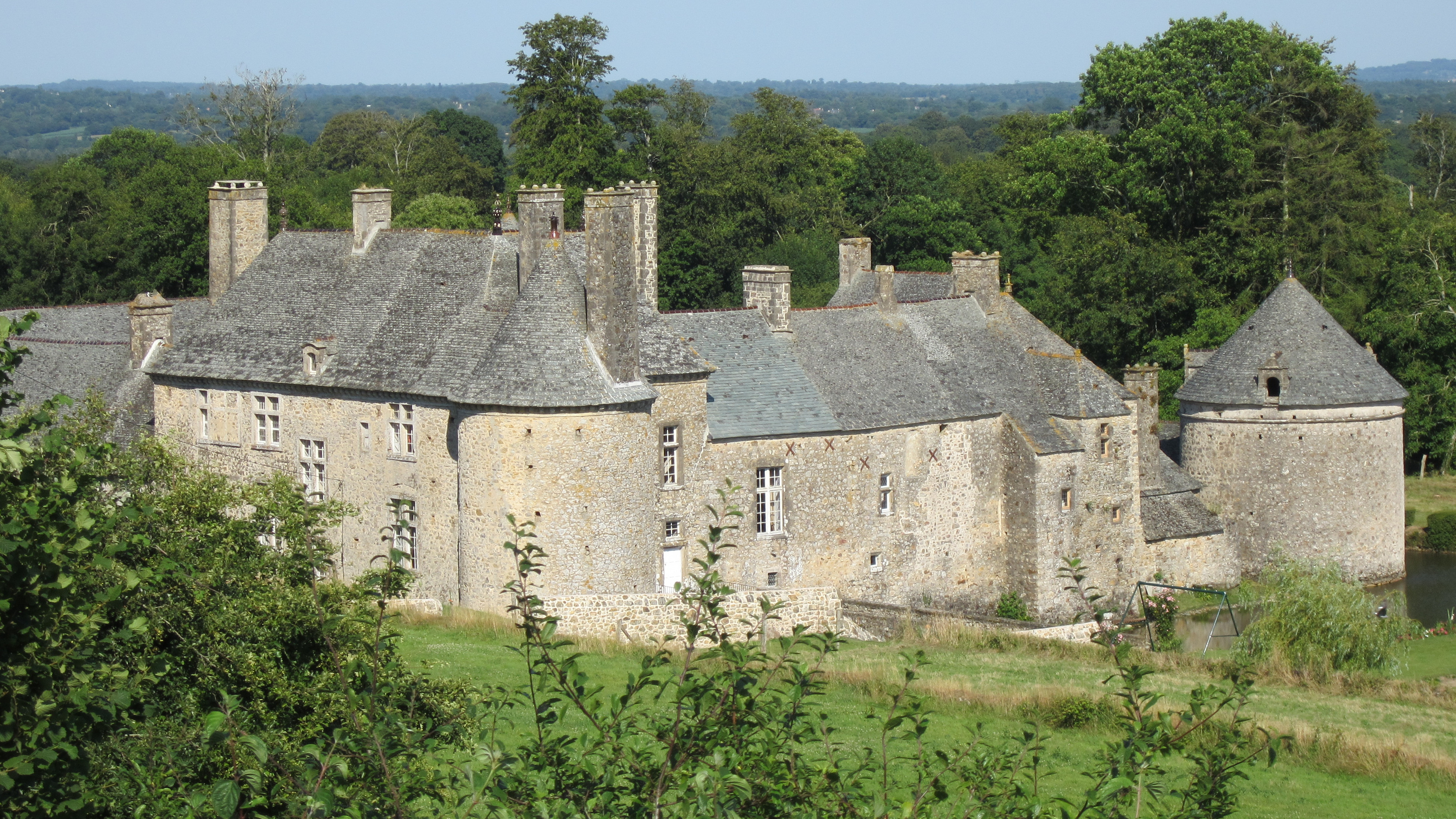
Manoir de la Cour.
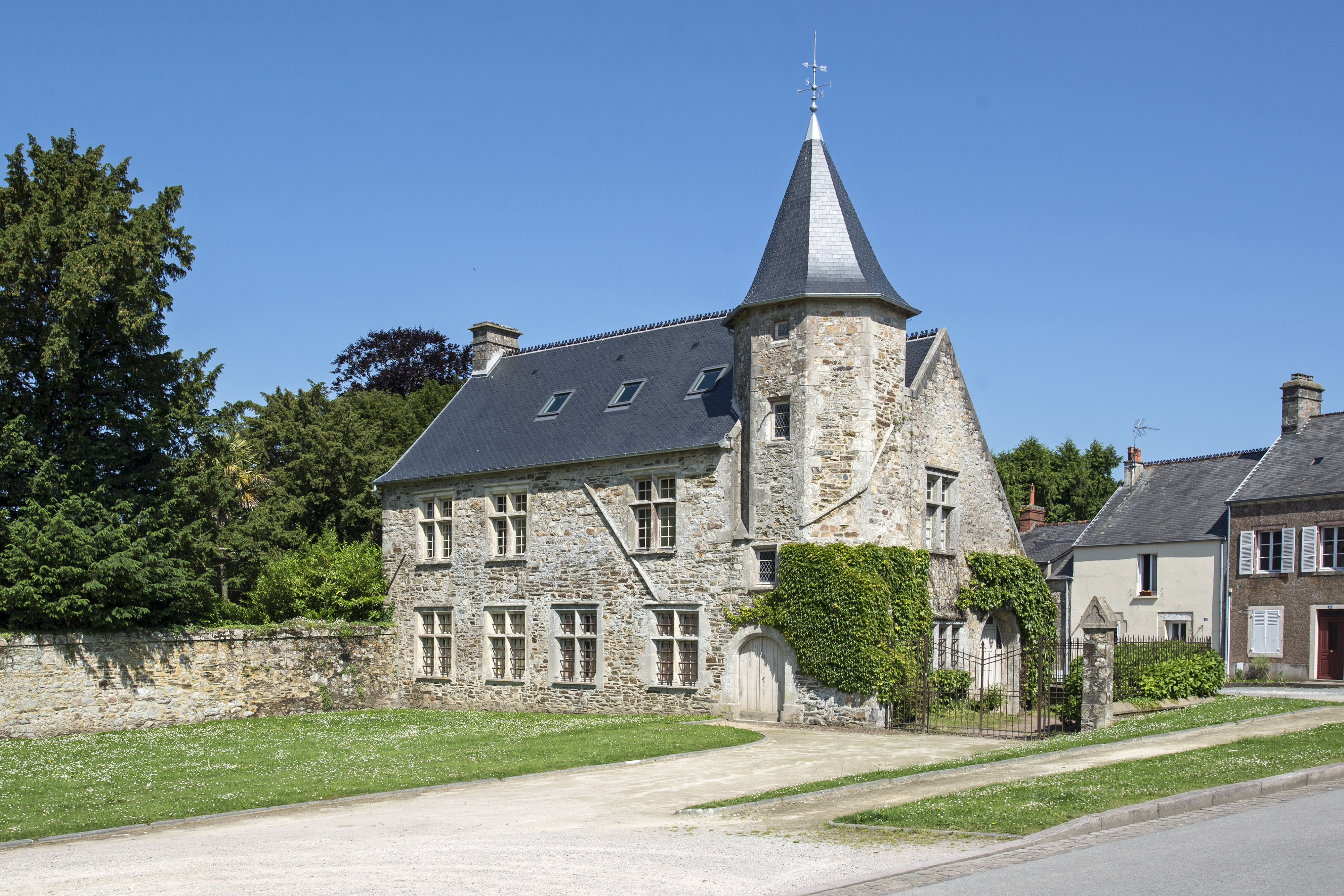
Manoir de la Tourelle.